# DDX19B
DDX19B‏ (DEAD-box helicase 19B) هوَ بروتين يُشَفر بواسطة جين DDX19B في الإنسان.